# 風間規男
風間 規男（かざま のりお、1963年5月24日 - ）は、日本の政治学者。同志社大学政策学部教授、専門は政治学、公共政策論。

## 経歴
1963年東京都生まれ。1986年、早稲田大学政治経済学部政治学科卒業。1993年、同大学院政治研究科博士課程修了、政治学博士（2004年）。近畿大学教授を経て、同志社大学政策学部教授。早稲田大学政治経済学部でも教鞭を執る。また、地域政党京都党の政策顧問もしている。

## 共著
- 『行政学の基礎』（一藝社, 2007年）
- 『政策学入門』（法律文化社, 2013年）
- 『政策学部でどう学ぶか―政策学ブックレット―』（学芸出版社, 2014年）
- 『地域の自立は本当に可能か―政策学ブックレット―』（学芸出版社, 2014年）